# Окудера Ясухіко
Ясухіко Окудера (яп. 奥寺 康彦, нар. 12 березня 1952, Кадзуно) — колишній японський футболіст, що грав на позиції півзахисника, футбольний тренер та функціонер. Перший президент футбольного клубу «Йокогама».
Окудера став першим японським футболістом, що став виступати в вищих топ-чемпіонатах Європи, а також став першим азійським футболістом, який забив гол в Кубку Європи.

## Клубна кар'єра
У дорослому футболі дебютував 1970 року виступами за клуб «Фурукава Електрік», в яком провів сім сезонів, взявши участь у 100 матчах чемпіонату і у 1976 році виграв з командою чемпіонат і кубок Японії, а у 1977 році виграв перший в історії Суперкубок Японії.
Влітку 1977 року, під час команди поїздки команди в ФРН, Окудера був помічений тренером клубу Бундесліги «Кельна» Геннесом Вайсвайлером, який і запросив гравця. Відіграв за кельнський клуб наступні три сезони своєї ігрової кар'єри. Більшість часу, проведеного у складі «Кельна», був основним гравцем команди і у сезоні 1977/78 став з командою чемпіоном та володарем кубка ФРН.
Після звільнення Вайсвайлера у 1980 році покинув клуб і підписав контракт з «Гертою», що виступала у Другій Бундеслізі. За підсумками сезону берлінський клуб зайняв третє місце і повернувся в еліту. Проте Окудера покинув команду і приєднався до «Вердера», у складі якого провів наступні п'ять років своєї кар'єри гравця. Граючи у складі бременців також здебільшого виходив на поле в основному складі команди.
Завершив професійну ігрову кар'єру у рідному клубі «Фурукава Електрік», в який він повернувся 1986 року і захищав його кольори до припинення виступів на професійному рівні у 1988 році, будучи одним з перших професійних гравців у японському чемпіонаті. Крім того в кінці 1986 року він з командою виграв кубок чемпіонів Азії, вперше в історії японських клубів.

## Виступи за збірну
12 липня 1972 року дебютував в офіційних матчах у складі національної збірної Японії в грі проти збірної Кхмерської Республіки (4:1). Протягом кар'єри у національній команді провів у формі головної команди країни 32 матчі, забивши 9 голів.

## Подальша кар'єра
Повернувшись додому у 1986 році, Окудера стимулював професіоналізацію японського футболу, який застряг в аматорському періоді. Він став першим професійним японським футболістом у своєму рідному чемпіонаті. До нього професійно в футбол в Японії грали тільки іноземці (як правило, бразильці).
З моменту створення в 1993 році Джей-ліги, він працював президентом «Фурукави Електрік», яка незабаром отримала назву «ДЖЕФ Юнайтед Ітіхара Тіба». А у 1996 році недовго навіть був головним тренером команди. У 1999 році він зі своїм товаришем і партнером по «Кельну» П'єром Літтбарські допоміг створити клуб «Йокогама», в якому донині обіймає посаду президента. 
Також з 2008 по 2011 рік був президентом англійського нижчолігового клубу «Плімут Аргайл».

## Статистика виступів
| Чемпіонат | Чемпіонат           | Чемпіонат        | Ліга | Ліга                    | Кубок            | Кубок            | Всього | Всього |
| Сезон     | Клуб                | Ліга             | Ігри | Голи                    | Ігри             | Голи             | Ігри   | Голи   |
| Японія    | Японія              | Японія           | Ліга | Ліга                    | Кубок Імператора | Кубок Імператора | Всього | Всього |
| --------- | ------------------- | ---------------- | ---- | ----------------------- | ---------------- | ---------------- | ------ | ------ |
| 1970      | «Фурукава Електрік» | ЯФЛ              | 7    | 3                       |                  |                  | 7      | 3      |
| 1971      | «Фурукава Електрік» | ЯФЛ              | 9    | 5                       |                  |                  | 9      | 5      |
| 1972      | «Фурукава Електрік» | ЯФЛ              | 8    | 0                       |                  |                  | 8      | 0      |
| 1973      | «Фурукава Електрік» | ЯФЛ              | 18   | 6                       |                  |                  | 18     | 6      |
| 1974      | «Фурукава Електрік» | ЯФЛ              | 18   | 5                       |                  |                  | 18     | 5      |
| 1975      | «Фурукава Електрік» | ЯФЛ              | 18   | 9                       |                  |                  | 18     | 9      |
| 1976      | «Фурукава Електрік» | ЯФЛ              | 18   | 8                       |                  |                  | 18     | 8      |
| 1977      | «Фурукава Електрік» | ЯФЛ              | 4    | 0                       |                  |                  | 4      | 0      |
| Німеччина | Німеччина           | Німеччина        | Ліга | Ліга                    | Кубок Німеччини  | Кубок Німеччини  | Всього | Всього |
| 1977/78   | «Кельн»             | Бундесліга       | 20   | 4                       | 4                | 2                | 24     | 6      |
| 1978/79   | «Кельн»             | Бундесліга       | 24   | 5                       | 3                | 1                | 27     | 6      |
| 1979/80   | «Кельн»             | Бундесліга       | 30   | 6                       | 8                | 1                | 38     | 7      |
| 1980/81   | «Кельн»             | Бундесліга       | 1    | 0                       | 1                | 0                | 2      | 0      |
| 1980/81   | «Герта»             | Друга Бундесліга | 25   | 8                       | 4                | 0                | 29     | 8      |
| 1981/82   | «Вердер»            | Бундесліга       | 30   | 2                       | 4                | 0                | 34     | 2      |
| 1982/83   | «Вердер»            | Бундесліга       | 34   | 4                       | 2                | 0                | 36     | 4      |
| 1983/84   | «Вердер»            | Бундесліга       | 29   | 1                       | 4                | 0                | 33     | 1      |
| 1984/85   | «Вердер»            | Бундесліга       | 33   | 3                       | 4                | 0                | 37     | 3      |
| 1985/86   | «Вердер»            | Бундесліга       | 33   | 1                       | 3                | 0                | 36     | 1      |
| Японія    | Японія              | Японія           | Ліга | Ліга                    | Кубок Імператора | Кубок Імператора | Всього | Всього |
| 1986/87   | «Фурукава Електрік» | ЯФЛ              | 21   | 2                       |                  |                  | 21     | 2      |
| 1987/88   | «Фурукава Електрік» | ЯФЛ              | 22   | 1                       |                  |                  | 22     | 1      |
| Країна    | Японія              | Японія           | 143  | 39\|\|\|\|\|\|143\|\|39 |                  |                  |        |        |
| Країна    | Німеччина           | Німеччина        | 259  | 34                      | 37               | 4                | 296    | 38     |
| Всього    | Всього              | Всього           | 402  | 73                      | 37               | 4                | 439    | 77     |

| Збірна Японії | Збірна Японії | Збірна Японії |
| Роки          | Ігри          | Голи          |
| ------------- | ------------- | ------------- |
| 1972          | 6             | 1             |
| 1973          | 0             | 0             |
| 1974          | 0             | 0             |
| 1975          | 5             | 0             |
| 1976          | 8             | 7             |
| 1977          | 4             | 0             |
| 1978          | 0             | 0             |
| 1979          | 0             | 0             |
| 1980          | 0             | 0             |
| 1981          | 0             | 0             |
| 1982          | 0             | 0             |
| 1983          | 0             | 0             |
| 1984          | 0             | 0             |
| 1985          | 0             | 0             |
| 1986          | 4             | 0             |
| 1987          | 5             | 1             |
| Всього        | 32            | 9             |

## Титули і досягнення
- Володар кубка чемпіонів Азії (1): 1985-86
- Чемпіон Японії (1): 1976
- Володар Кубка Японії (1): 1976
- Володар Суперкубка Японії: 1977
- Чемпіон ФРН (1): 1977-78
- Володар Кубка ФРН (1): 1977-78